# Borj-e Cheshmeh-ye Maḩmūd
Borj-e Cheshmeh-ye Maḩmūd (persiska: برج چشمه محمود, بُرجِ چَشمِه مَحمود, بُرجِ لَه, بُرجِ چِشمِه مَحمود, بُرج) är en ort i Iran.   Den ligger i provinsen Markazi, i den centrala delen av landet, 290 km sydväst om huvudstaden Teheran. Borj-e Cheshmeh-ye Maḩmūd ligger 2 252 meter över havet och antalet invånare är 134.
Terrängen runt Borj-e Cheshmeh-ye Maḩmūd är kuperad, och sluttar söderut. Runt Borj-e Cheshmeh-ye Maḩmūd är det ganska glesbefolkat, med 48 invånare per kvadratkilometer. Närmaste större samhälle är Sar Sakhtī-ye ‘Olyā, 10,9 km norr om Borj-e Cheshmeh-ye Maḩmūd. Trakten runt Borj-e Cheshmeh-ye Maḩmūd består i huvudsak av gräsmarker.